# Cloud Atlas (filme)
Cloud Atlas (bra: A Viagem; prt Cloud Atlas) é um filme teuto-honcongo-cingapurense-estadunidense de 2012, dos gêneros ficção científica e drama, escrito e dirigido por Lilly e Lana Wachowski e Tom Tykwer,, baseado no romance homônimo de David Mitchell.
O projeto teve dificuldades para obter apoio financeiro durante o seu desenvolvimento de quatro anos, mas acabou por ser produzido com um orçamento de 102 milhões de dólares fornecido por fontes independentes, tornando Cloud Atlas um dos mais caros filmes independentes de todos os tempos.
O longa-metragem é estrelado por Tom Hanks, o elenco também é composto por Halle Berry, Jim Broadbent, Hugo Weaving, Jim Sturgess, Doona Bae, Ben Whishaw e James d'Arcy. Com o objetivo de promulgar as várias histórias do filme, a produção começou em setembro de 2011 no Studio Babelsberg, em Potsdam-Babelsberg, Alemanha. Estreou 26 de outubro de 2012 nos Estados Unidos, 29 de novembro de 2012 em Portugal e em 11 de janeiro de 2013 no Brasil.

## Enredo
O filme consiste de seis histórias entrelaçadas abrangendo diferentes épocas. De acordo com o autor David Mitchell, a estrutura é como "uma espécie de mosaico pontilhista". No filme, embora pareça apenas um mosaico de histórias independentes, há elementos indicadores das conexões das vidas (reencarnações) dos personagens. É um filme complexo, com difícil entendimento sob apenas uma sessão ao se assistir; contudo com um conteúdo muito rico ao seguir um desenvolvimento (trama) não linear. O sinal "de nascença", o cometa, em um personagem a cada período possibilitaria interpretar a sua linha de reencarnações e as conexões com os demais personagens. O diretor conseguiu realizar um trabalho muito bem feito de contar a história. Tanto o encadeamento paralelo de sequências, quanto a montagem não linear quanto a linha temporal, e também o tema musical produzem um resultado surpreendente: essa percepção é dependente de uma revisita ao filme (mais de três vezes) e também de recorrer a repetição de partes específicas para recuperar detalhes (muito bem camuflados) inseridos no fluxo natural da história total. O resumo a seguir auxilia, mas não consegue retratar verdadeiramente a história que o filme consegue propor.
Sul do Oceano Pacífico, 1849
Adam Ewing, um advogado estadunidense de São Francisco, com uma marca de nascença (semelhante a um cometa), viaja às ilhas Chatham para concluir um negócio com o reverendo Gilles Horrox para seu sogro, Haskell Moore. Ele testemunha o açoite de um escravo de nome Autua, que mais tarde embarca como clandestino em seu navio. Autua é marinheiro e convence Adam a atuar em seu favor, para que ele possa se juntar à tripulação como um homem livre. Enquanto isso, o médico Henry Goose vai envenenando Adam, dizendo estar curando-o de um verme parasita, mas de fato para roubá-lo. Antes de Henry administrar a dose final, Autua salva Adam. Retornando aos Estados Unidos, Adam e sua esposa Tilda confrontam o pai dela, um escravagista, e vão embora de São Francisco para juntar-se ao movimento abolicionista.
Cambridge, Inglaterra e Edinburgo, Escócia, 1936
Robert Frobisher, um músico inglês bissexual, com uma marca de nascença (semelhante a um cometa), consegue um trabalho como amanuense do velho compositor Vyvyan Ayrs, permitindo que Robert consiga tempo e inspiração para compor sua própria obra-prima, o "Sexteto Cloud Atlas". Enquanto trabalha para Vyvyan, Robert começa a ler a crônica do diário de Adam Ewing que ele encontra entre os livros da mansão. Ele não consegue terminar de ler e escreve em uma carta que "um livro pela metade é, afinal, um amor pela metade". Quando Vyvyan descobre o "Sexteto Cloud Atlas" ele quer ter créditos pela obra, dizendo que é resultado de sua colaboração, e ameaça tornar público o passado escandaloso de Robert, que atira em Vyvyan e foge para um hotel. Robert finaliza o "Sexteto Cloud Atlas" e comete suicídio pouco antes de ser encontrado por seu amante, Rufus Sixsmith.
São Francisco, Estados Unidos, 1973
A jornalista Luisa Rey, com uma marca de nascença (semelhante a um cometa), encontra o velho Rufus Sixsmith, agora um físico nuclear. Rufus informa Luisa de uma conspiração sobre a segurança de um novo reator nuclear promovida pelo industrial de petróleo Lloyd Hooks, mas é assassinado por Bill Smoke, a mandado de Lloyd, antes de entregar a Luisa os documentos que provam a conspiração. Luisa encontra e lê as cartas de amor de Robert Frobisher para Rufus, resultando na busca pela composição "Sexteto Cloud Atlas". Isaac Sachs, outro cientista, entrega à Luisa uma cópia do relatório de Rufus, que incrimina Lloyd. Bill também mata Isaac, explodindo seu avião, e depois tenta matar Luisa forçando seu carro a cair de uma ponte, mas ela escapa. Com a ajuda do chefe de segurança da usina nuclear, Joe Napier — que conheceu o pai de Luisa —, ela escapa de outra tentativa de assassinato, que resulta na morte de Bill e expõe a conspiração contra o reator nuclear que beneficiaria indústrias petrolíferas.
Reino Unido, 2012
Dermot Hoggins, um chav, fracassa ao publicar seu livro, Knuckle Sandwich. Num evento, ele encontra um crítico que falou mal do livro e o assassina publicamente, vai preso, e isso alavanca as vendas. Timothy Cavendish, o editor, com uma marca de nascença (semelhante a um cometa), ganha muito dinheiro com as vendas, e os irmãos de Dermot aparecem para cobrar o dinheiro. Timothy não tem a quantia que eles querem, e pede ajuda a seu irmão rico, Denholme, que interna Timothy num asilo como vingança por ele ter tido um romance com sua esposa no passado. No asilo, ele sofre abusos pela enfermeira-chefe, Noakes, e lê o manuscrito de um romance baseado na história de Luisa Rey. Junto com três outros internos, ele foge do asilo e desenvolve a história do manuscrito.
Neo Seul, Coreia do Sul, 2144
Sonmi~451 é um clone humano geneticamente fabricado para ser um escravo laboral num restaurante fast food, com uma marca de nascença (semelhante a um cometa). Ela narra suas memórias a um arquivista, cujo objetivo é documentar sua história para o futuro. Sonmi começa contando a rotina de um escravo laboral e como foi resgatada por Hae-Joo Chang — membro do movimento rebelde conhecido como "União" —, que lhe mostrou o mundo exterior, a obra de Alexander Soljenítsin e um filme baseado na história de Timothy Cavendish. Hae-Joo e Sonmi foram encontrados e presos, mas Hae-Joo escapa e resgata Sonmi, e a apresenta ao líder do movimento rebelde, que lhe informa que os clones não são de fato libertados como eles imaginam, mas mortos e reciclados em comida para os outros clones. Sonmi percebe que tal sociedade é intolerável, e faz um pronunciamento público do manifesto com suas ideias. Hae-Joo é morto e Sonmi é presa novamente, onde conta sua história ao arquivista e depois é executada.
Grande Ilha, 106 invernos após A Queda
No ano de 2321 — segundo créditos no final do filme e no livro —, Zachry, com uma marca de nascença (semelhante a um cometa), vive em uma sociedade primitiva chamada de "O Vale" após a maior parte da humanidade ter morrido durante "A Queda", um evento apocalíptico não explicado. Os habitantes d'O Vale adoram uma deusa chamada Sonmi e seu manifesto sagrado. Zachry é atormentado por alucinações de uma figura demoníaca chamada "Velho Georgie", que o manipula através de seus medos. Um dia Zachry é atacado pela tribo canibal Kona; ele se esconde e vê seus companheiros serem assassinados. Seu vilarejo é visitado por Meronym, uma mulher membro da civilização tecnologicamente avançada conhecida como Presciente. A missão dela é encontrar uma remota estação de comunicação chamada Cloud Atlas e enviar uma mensagem para as colônias da Terra em outros planetas. Catkin, sobrinha de Zachry, adoece, e em troca de sua cura por Meronym, promete levá-la às montanhas onde está a Cloud Atlas. Na estação, Meronym revela que Sonmi não era uma deusa, mas uma pessoa comum que morreu há muito tempo atrás. Zachry retorna e encontra seu vilarejo destruído pelos Kona e todos mortos, exceto Catkin, que se escondeu. Ele mata o líder Kona e, perseguido, é salvo por Meronym. Zachry e Catkin juntam-se a Meronym e deixam a Grande Ilha junto com os Prescientes.
Prólogo/epílogo
Um sétimo período, algumas décadas após os eventos na Grande Ilha, aparece como prólogo e epílogo do filme: Zachry está contando todas essas histórias a seus netos numa colônia da Terra em outro planeta, confirmando que Meronym — agora, sua esposa — de fato conseguiu enviar a mensagem para as colônias, sendo resgatada com ele.

## Elenco
| Ator           | "The Pacific Journal of Adam Ewing" (1849) | "Letters from Zedelghem" (1936) | "Half-Lives: The First Luisa Rey Mystery" (1973) | "The Ghastly Ordeal of Timothy Cavendish" (2012) | "An Orison of Sonmi~451" (2144)        | "Sloosha's Crossin' an' Ev'rythin' After" (2321) |
| -------------- | ------------------------------------------ | ------------------------------- | ------------------------------------------------ | ------------------------------------------------ | -------------------------------------- | ------------------------------------------------ |
| Tom Hanks      | Dr. Henry Goose                            | Gerente do hotel                | Isaac Sachs                                      | Dermot Hoggins                                   | Ator interpretando Cavendish           | Zachry                                           |
| Halle Berry    | Nativa                                     | Jocasta Ayrs                    | Luisa Rey                                        | Indiana na festa                                 | Ovid                                   | Meronym                                          |
| Jim Broadbent  | Capitão Molyneux                           | Vyvyan Ayrs                     | —                                                | Timothy Cavendish                                | Músico Coreano                         | Prescient 2                                      |
| Hugo Weaving   | Haskell Moore                              | Tadeusz Kesselring              | Bill Smoke                                       | Enfermeira Noakes                                | Mephi                                  | Velho Georgie                                    |
| Jim Sturgess   | Adam Ewing                                 | Hóspede do hotel                | Pai de Megan                                     | Highlander                                       | Hae-Joo Chang                          | Adam / cunhado de Zachry                         |
| Doona Bae      | Tilda Ewing                                | —                               | Mãe de Megan, Mexicana                           | —                                                | Sonmi~451, Sonmi~351, prostituta Sonmi | —                                                |
| Ben Whishaw    | Marinheiro                                 | Robert Frobisher                | Balconista                                       | Georgette                                        | —                                      | Membro da tribo                                  |
| James D'Arcy   | —                                          | Rufus Sixsmith novo             | Rufus Sixsmith velho                             | Enfermeira James                                 | Arquivista                             | —                                                |
| Zhou Xun       | —                                          | —                               | Talbot / Gerente do Hotel                        | —                                                | Yoona~939                              | Rose                                             |
| Keith David    | Kupaka                                     | —                               | Joe Napier                                       | —                                                | An-kor Apis                            | Prescient                                        |
| David Gyasi    | Autua                                      | —                               | Lester Rey                                       | —                                                | —                                      | Duophysite                                       |
| Susan Sarandon | Madame Horrox                              | —                               | —                                                | Ursula idosa                                     | Yosouf Suleiman                        | Abbess                                           |
| Hugh Grant     | Rev. Giles Horrox                          | Hotel Heavy                     | Lloyd Hooks                                      | Denholme Cavendish                               | Seer Rhee                              | Chefe Kona                                       |

## Desenvolvimento
O filme é baseado no romance Cloud Atlas de 2004 por David Mitchell. O cineasta Tom Tykwer revelou, em janeiro de 2009, sua intenção de adaptar o romance e disse que já estava trabalhando em um roteiro com as irmãs Wachowski, que compraram os direitos do romance. Em junho de 2010, o diretor Tykwer pediu aos atores Natalie Portman, Tom Hanks, Halle Berry, James McAvoy, e Ian McKellen para estrelar em Cloud Atlas. Em abril de 2011, as irmãs Wachowski juntaram-se ao diretor Tykwer para co-dirigir o filme. No mês de maio, com Tom Hanks e Halle Berry confirmaram seus papéis, Hugo Weaving, Ben Whishaw, Susan Sarandon e Jim Broadbent também se juntou ao elenco. O ator Hugh Grant se juntou ao elenco em 13 de setembro de 2011 — dias antes do início das filmagens.
Cloud Atlas foi financiado pelas empresas alemãs "Company - ARD Degeto Film" e "X Filme". Em maio de 2011 a revista Variety informou que o filme teve um orçamento de produção de US $140 milhões. Os cineastas também garantiram aproximadamente US $20 milhões do governo alemão, incluindo €10 milhões (US $13,5 milhões de dólares) do German Federal Film Fund (DFFF), O projeto também recebeu apoio financeiro de €1 milhão ($ 1,2 milhões de dólares) do Filmstiftung NRW, €31.000.000 (US $41 milhões) de Mitteldeutsche Medienförderung e €300.000 (US $400.000) de FFF Bayern, outra organização alemã. As irmãs Wachowski também contribuíram com aproximadamente US$ 1 milhão para o projeto.